# オフィスワイルド
株式会社オフィスワイルドは、スタントを主にした日本の芸能事務所である。
1988年に現社長である柴原孝典がオフィスワイルドを設立。主にアクションコーディネーターの他、カースタント、ボディースタント等でテレビ、映画等に協力している。

## 主な所属俳優
- ケフィ・アブリック
- 下川真矢